# Слюсаренко, Оксана Александровна
Оксана Александровна Слюсаренко (укр. Оксана Олександрівна Слюсаренко; род. 23 апреля 1962, Одесса) — украинский государственный деятель, дипломат. Чрезвычайный и Полномочный Посол Украины в Черногории (2008—2014), доктор экономических наук (1998), профессор (2000).

## Биография
В 1984 году окончила факультет организации механизированной обработки экономической информации Одесского политехнического института (ныне Одесский национальный политехнический университет) по специальности «инженер-экономист». В 1984—1989 годах — инженер научно-исследовательской части, ассистент кафедры, аспирант Одесского политехнического института.
В 1989—1993 годах — заведующая рекламно-информационным отделом, директор туристической фирмы, советник по экономике президента Одесского международного инновационного центра (АО «Инноцентр»).
В 1993—1996 годах — докторант Одесского государственного университета.
В 1995—1998 годах — президент Одесского международного инновационного центра (АО «Инноцентр»).
В 1998—1999 годах — ведущий научный сотрудник Совета по изучению производственных сил Украины Национальной академии наук.
В 1999—2002 годах — первый заместитель председателя правления, председатель правления ЗАО «Кредитно-гарантийное».
В 2002—2003 годах — начальник департамента финансовых учреждений и рынков Министерства финансов Украины.
С августа 2003 по февраль 2005 года — советник Первого вице-премьер-министра Украины Николая Азарова.
В 2005—2007 годах — проректор по научной работе, ректор Украинской академии бизнеса и предпринимательства.
С 14 марта 2007 по 6 февраля 2008 года — заместитель Министра экономики Украины.
С 31 января 2008 по 6 октября 2008 года — Заместитель председателя Секретариата Президента, представитель Президента в Верховном Совете (Раде) Украины.
С 1 декабря 2008 по 31 марта 2014 года — Чрезвычайный и Полномочный Посол Украины в Черногории.
Автор более 100 научных работ, монографий и учебных пособий.